# Jemeńskie Siły Powietrzne
Jemeńskie Siły Powietrzne zostały założone w 1990 roku. Dysponują ponad 200 samolotami głównie produkcji radzieckiej i są druga lotniczą siłą na Bliskim Wschodzie. W sumie obsługę naziemną stanowi 3 tysiące ludzi.
Po operacji Enhance Plus władze Stanów Zjednoczonych podjęły się rozmów odsprzedania przez Iran 21 sztuk F-5A, 11 F-5B i 12 RF-5A. Nigdy nie doszło do transakcji. 4 sztuki F-5B zostały jednak dostarczone przez Arabię Saudyjską pod koniec lat siedemdziesiątych. Następne egzemplarze dostarczone zostały w liczbie 12 sztuk F-5E dzięki gwarancji finansowej strony saudyjskiej i serwisie tajwańskiego personelu. Ocalałe samoloty używane były do 2008 roku.

## Wyposażenie
| Samolot            | Kraj pochodzenia  | Typ                 | Wersje   | W służbie | Uwagi |
| ------------------ | ----------------- | ------------------- | -------- | --------- | ----- |
| F-5                | Stany Zjednoczone | Myśliwiec           | E F      | 8 3       |       |
| MiG-21             | ZSRR              | Myśliwiec           | Bis UM   | 15 4      |       |
| MiG-23             | ZSRR              | Myśliwiec           | ML UM    | 10 5      |       |
| MiG-29             | Rosja             | Myśliwiec           | SMT UBT  | 16 4      |       |
| MiG-23             | ZSRR              | Myśliwiec szturmowy | BN       | 20        |       |
| Su-22              | ZSRR              | Myśliwiec szturmowy | M-2 UM-3 | 30 3      |       |
| Aero L-39 Albatros | Czechy            | Szkolno-bojowy      | L-39C    | 12        |       |
| Jak-11             | ZSRR              | Szkolny             |          | 14        |       |
| Zlin Z 142         | Czechy            | Szkolny             |          | 6         |       |

B
| An-2       | ZSRR              | transportowy         |                | 2  |  |
| An-24      | ZSRR              | transportowy         |                | 3  |  |
| An-26      | ZSRR              | transportowy         |                | 6  |  |
| C-130      | Stany Zjednoczone | transportowy         | H              | 3  |  |
| Fokker F27 | Holandia          | transportowy         |                | 5  |  |
| Mi-8       | ZSRR              | wielozadaniowy       | Mi-8T          | 20 |  |
| Mi-17      | Rosja             | wielozadaniowy       | Mi-17 Mi-171Sh | 20 |  |
| Mi-24      | ZSRR              | śmigłowiec szturmowy | Mi-24D Mi-35   | 10 |  |
| Bell 212   | Włochy            | śmigłowiec           | AB212          | 5  |  |
| Bell 214   | Włochy            | śmigłowiec           | AB214          | 3  |  |